# Das hält kein Jahr…!
Das hält kein Jahr…! (Originaltitel: I Give It a Year) ist eine britische Filmkomödie aus dem Jahr 2013, die von Dan Mazer inszeniert wurde. Der Film spielt in London und wurde auch dort gedreht. Er ist Mazers erste Regiearbeit.

## Handlung
Die ambitionierte Überfliegerin Nat arbeitet in einer Werbeagentur. Auf einer Party verliebt sie sich in den etwas schludrigen Schriftsteller Josh. Obwohl beide nicht zusammenpassen, heiraten sie nach sechs Monaten. Bereits bei der Hochzeitsfeier, bei der der Pastor einen Hustenanfall bekommt und Joshs Trauzeuge Dan eine peinliche Rede hält, prophezeien Freunde das baldige Ende der Ehe. Nats zynische und frustrierte Schwester Naomi meint ebenfalls, dass die Ehe höchstens ein Jahr halten werde.
Im Alltag merkt das Paar, dass sie über vieles völlig unterschiedliche Auffassungen haben. So bestellt Josh Nat absichtlich zu früh zu Terminen, weil er weiß, dass sie zu spät kommt. Auf Partys trinkt er zu viel und erzählt immer wieder dieselben Witze. Auch im Urlaub interessieren sie sich für völlig unterschiedliche Dinge. Außerdem verstehen sie sich mit den Schwiegereltern nur mittelmäßig.
Als Josh seine Exfreundin Chloe wiedertrifft, die er vor einiger Zeit verlassen hatte, stellt sich heraus, dass diese ihn immer noch liebt. Nat wird derweil vom gutaussehenden Guy Harrap umworben, widersteht der Versuchung jedoch. Josh und Nat merken bald, dass sie nicht mehr glücklich miteinander sind, jedoch will es sich keiner eingestehen, sodass sie ihre Ehe unglücklich weiterführen.
Da Guy und Chloe die Menschen, die sie lieben, nicht bekommen können, beginnen sie eine halbherzige Beziehung. Als Josh und Nat nach einem Jahr sich endlich eingestehen, dass sie getrennt glücklicher wären, gestehen sie gleichzeitig Guy und Chloe ihre Liebe und die Paare trennen sich sofort. Josh küsst Chloe und Guy küsst Nat.

## Kritik
Der Film erhielt gemischte Kritiken. Bei Rotten Tomatoes sind 55 % der Kritiken positiv bei insgesamt 71 Kritiken; die durchschnittliche Bewertung beträgt 5,6/10. Der film-dienst schrieb, der Film folge einem „Witze-Bombardement ohne Atempause, wodurch die Figuren und ihre Liebe zueinander zur bloßen Behauptung degradiert“ würden.

## Einspielergebnis
Der Film spielte weltweit über 28 Mio. US-Dollar ein.